# Нина Тауър I
Нина Тауър I (如心廣場) e 80-етажен небостъргач, намиращ се в Хонконг, КНР.
Първоначално сградата е проектирана да бъде с височина 518 метра. Впоследствие поради близостта на летището на Хонконг е решено да се построят кули-близнаци, съответно с 80 и 42 етажа, като височината на по-високата достига 318,8 метра.
Строителството на небостъргача започва през 2000 година и завършва през 2007 година. В зданието се помещават 5-звезден хотел с 800 стаи и офис помещения.